# Aérodrome de Chaumont - La Vendue
L'aérodrome de Chaumont - La Vendue (code OACI : LFSY) est un ancien aérodrome civil, situé à Chaumont en Haute-Marne (Champagne-Ardenne).

## Histoire
L'aérodrome de Chaumont - La Vendue voit le jour dans les années 1920 sur le terrain militaire de La Vendue au sud de Chaumont. L'aérodrome est ouvert à la circulation aérienne publique (CAP) le 16 mars 1955.
L'aérodrome compte jusqu'à deux pistes. La piste nord-est/sud-ouest est fermée au début des années 1970 pour laisser place à des constructions à l'ouest de l'aérodrome.
La circulation aérienne publique est interrompue en 1995 et l'aérodrome est fermé le 16 janvier 1997. La pratique d’activités de loisirs et de tourisme (aviation légère) est déplacée sur la base aérienne de Chaumont-Semoutiers.

## Installations
L’aérodrome disposait d’une piste en herbe orientée nord/sud (17/35), longue de 1 190 mètres et large de 50.
Le code OACI LFSY est maintenant le code OACI de l'aérodrome de Cessey, en Côte-d'Or.
Actuellement, il reste une piste en dur (c'est pas du top bitume, il y a pas mal de graviers), orientée 07/25, longueur 1400 mètres.
A noter que l'aérodrome est référencé sur BaseULM, comme "privé, ouvert aux ULM"